# Estádio Lomanto Junior
Estádio Lomanto Junior – stadion wielofunkcyjny w Vitória da Conquista, Bahia, Brazylia, na którym swoje mecze rozgrywa klub Esporte Clube Primeiro Passo Vitória da Conquista.